# Atletismo nos Jogos Paralímpicos de Verão de 2016 – 1500 metros masculino
A competição dos 1500 metros masculino do atletismo nos Jogos Paralímpicos de Verão de 2016 ocorreu nos dias 10 a 16 de setembro no Estádio Olímpico. Houve oito provas com diferentes critérios e premiações.
O argelino Abdellatif Baka, vencedor da prova T13, conseguiu a marca de 3:48.29; superando, assim, o tempo do vencedor da mesma categoria nos Jogos Olímpicos do mesmo ano, o estadunidense Matthew Centrowitz (3:50.00).

## Calendário
| P | Preliminares | ½ | Semifinal | F | Final |

| Evento↓/Data → | Qui 8 | Sex 9 | Sáb 10 | Dom 11 | Seg 12 | Ter 13 | Qua 14 | Qui 15 | Sex 16 | Sáb 17 |
| -------------- | ----- | ----- | ------ | ------ | ------ | ------ | ------ | ------ | ------ | ------ |
| T11 1500m      |       |       |        | P      |        | F      |        |        |        |        |
| T13 1500m      |       |       |        | F      |        |        |        |        |        |        |
| T20 1500m      |       |       |        |        |        | F      |        |        |        |        |
| T37 1500m      |       |       |        | F      |        |        |        |        |        |        |
| T38 1500m      |       |       | F      |        |        |        |        |        |        |        |
| T46 1500m      |       |       |        |        |        |        |        |        | F      |        |
| T52 1500m      |       |       |        |        |        |        |        | F      |        |        |
| T54 1500m      |       |       |        |        | P      | F      |        |        |        |        |

## Resultados
| Prova | 1                     | 1       | 2                  | 2       | 3                         | 3       |
| ----- | --------------------- | ------- | ------------------ | ------- | ------------------------- | ------- |
| T11   | KEN Samwel Mushai     | 4:03.25 | BRA Odair Santos   | 4:03.85 | TUR Semih Deniz           | 4:05.42 |
| T13   | ALG Abdellatif Baka   | 3:48.29 | ETH Tamiru Demisse | 3:48.49 | KEN Henry Kirwa           | 3:49.59 |
| T20   | USA Michael Brannigan | 3:51.73 | POL Daniel Pek     | 3:56.17 | IRI Peyman Nasiri         | 3:56.24 |
| T37   | IRL Michael McKillop  | 4:12.11 | CAN Liam Stanley   | 4:16.72 | ALG Madjid Djemai         | 4:17.28 |
| T38   | TUN Abbes Saidi       | 4:13.81 | AUS Deon Kenzie    | 4:14.95 | FRA Louis Radius          | 4:17.19 |
| T46   | ALG Samir Nouioua     | 3:59.46 | UGA David Emong    | 4:00.62 | AUS Michael Roeger        | 4:01.34 |
| T52   | USA Raymond Martin    | 3:40.63 | JPN Tomoki Sato    | 3:41.70 | THA Pichaya Kurattanasiri | 3:53.96 |
| T54   | THA Prawat Wahoram    | 3:00.62 | SUI Marcel Hug     | 3:00.65 | THA Saichon Konjen        | 3:00.86 |

## Medalhistas
País sede destacado
| Ordem | País               | Medalha de ouro | Medalha de prata | Medalha de bronze |    |
| ----- | ------------------ | --------------- | ---------------- | ----------------- | -- |
| 1     | ALG Argélia        | 2               |                  | 1                 | 3  |
| 2     | USA Estados Unidos | 2               |                  |                   | 2  |
| 3     | THA Tailândia      | 1               |                  | 2                 | 3  |
| 4     | KEN Quênia         | 1               |                  | 1                 | 2  |
| 5     | IRL Irlanda        | 1               |                  |                   | 1  |
| 5     | TUN Tunísia        | 1               |                  |                   | 1  |
| 7     | AUS Austrália      |                 | 1                | 1                 | 2  |
| 8     | BRA Brasil         |                 | 1                |                   | 1  |
| 8     | CAN Canadá         |                 | 1                |                   | 1  |
| 8     | ETH Etiópia        |                 | 1                |                   | 1  |
| 8     | JPN Japão          |                 | 1                |                   | 1  |
| 8     | POL Polônia        |                 | 1                |                   | 1  |
| 8     | SUI Suíça          |                 | 1                |                   | 1  |
| 14    | TUR Turquia        |                 |                  | 1                 | 1  |
| 14    | IRI Irã            |                 |                  | 1                 | 1  |
| 14    | FRA França         |                 |                  | 1                 | 1  |
| TOTAL | TOTAL              | 8               | 8                | 8                 | 24 |

Legenda
| Recorde mundial      | Recorde mundial (World record)               |                       | Recorde africano                      | Recorde africano (African) |                                           | Q | Classificado por posição (Qualified) |
| Recorde paralímpico  | Recorde paralímpico (Paralympic record)      | Recorde da América    | Recorde da América (Americas)         | q                          | Classificado por melhor tempo (Qualified) |   |                                      |
| Melhor marca do ano  | Melhor marca do ano (World leading)          | Recorde asiático      | Recorde asiático (Asian)              | DNS                        | Não largou (Did not start)                |   |                                      |
| Recorde nacional     | Recorde nacional (National record)           | Recorde europeu       | Recorde europeu (European)            | DNF                        | Não terminou (Did not finish)             |   |                                      |
| Recorde pessoal      | Recorde pessoal do atleta (Personal best)    | Recorde da Oceania    | Recorde da Oceania (Oceania)          | DSQ / DQ                   | Desclassificado (Disqualified)            |   |                                      |
| Recorde da temporada | Recorde da temporada do atleta (Season best) | Recorde sul-americano | Recorde sul-americano (South America) | NM                         | Sem marca (No mark)                       |   |                                      |